# Kaple svatého Václava (Víchová nad Jizerou)
Kaple svatého Václava je římskokatolická zděná kaple v obci Víchová nad Jizerou, novostavba z let 2018–2019. Je to první a jediná sakrální stavba ve Víchové nad Jizerou, pokud by se za sakrální stavbu nepovažovala dřevěná zvonice ani socha sv. Jana Nepomuckého v jiných místech vsi.

## Výstavba
Stavbu kaple inicioval Ing. Jaromír Milický, víchovský chalupář z domu čp. 45. Kapli financoval z vlastních zdrojů – důchodu a také prodejem vyřezávaných soch a drobných darů. Stavba začala v létě 2018. Do konce října byla kameníkem Josefem Kubou ze Štěpanic postavena hrubá stavba, krov zhotovil bez finanční náhrady Vladimír Tauchman z Vítkovic. Vitráže vyrobil David Roskovec ze Železného Brodu a umělecký kovář Ivan Janda z Kruhu vyrobil rámy na okna a kované dveře. Na jaře 2019 byla postavena střecha.
Kaple byla vysvěcena jilemnickým vikářem Františkem Mrázem na svátek svatého Václava 28. září 2019 spolu se zvonem zavěšeným ve štítu.

## Popis stavby
Kaple je jednoduchá kamenná stavba bez omítky. To jí dává nezaměnitelný „přírodní“ vzhled. Nachází se zde 4 vitrážová okna zasvěcená sv. Václavu, sv. Ludmile, sv. Janu Nepomuckému a sv. Anežce. Zvon je zavěšen ve štítu.